# منطقه‌های اقتصادی روسیه

نقشه منطقه‌های اقتصادی روسیه
منطقه اقتصادی مرکزی
منطقه اقتصادی مرکزی سیاه زمین
منطقه اقتصادی شرق سیبری
منطقه اقتصادی شرق دور
منطقه اقتصادی شمالی
منطقه اقتصادی قفقاز شمالی
منطقه اقتصادی شمال غربی
منطقه اقتصادی ولگا
منطقه اقتصادی اورال
منطقه اقتصادی ولگا-ویاتکا
منطقه اقتصادی غرب سیبری
منطقه اقتصادی کالینینگراد

کشور روسیه به ۱۲ رایون (منطقه) اقتصادی (به روسی: экономи́ческие райо́ны اکونومیچسکی رایونی) تقسیم شده که هر یک از آن‌ها تعدادی از واحدهای فدرال روسیه را در خود جای داده‌اند. مناطق اقتصادی با توجه به اشتراکات اقتصادی، بوم‌شناختی، زمین‌شناختی تعیین شده‌اند.
رایون‌های اقتصادی صرفاً به منظور سهولت در برنامه‌ریزی‌های اقتصادی و بررسی‌های آماری به تقسیمات کشوری فدراسیون روسیه افزوده شده‌اند و فاقد قوه اجرایی و قانون‌گذاری هستند. رایون‌ها همچنین از ناحیه‌های فدرال نیز متفاوت هستند.